# ۷ قتل بخشش
۷ قتل بخشش (به هندی: 7 Khoon Maaf) فیلمی است محصول سال ۲۰۱۱ و به کارگردانی ویشال بهاردواج است. در این فیلم بازیگرانی همچون پریانکا چوپرا، ویوان شاه، جان آبراهام، عرفان خان، آنو کاپور، نیل نیتین موکش، نصیرالدین شاه، اوشا اوتاپ ایفای نقش کرده‌اند.